# Большая Колчева
Большая Колчева — деревня в Кромском районе Орловской области России. Входит в состав Большеколчевского сельского поселения.

## География
Деревня находится вблизи реки Крома, на расстоянии 2 км к югу от посёлка городского типа Кромы, административного центра района, и 39 км к юго-западу от города Орёл, административного центра области.

### Часовой пояс
Деревня Большая Колчева, как и вся Орловская область, находится в часовой зоне МСК (московское время). Смещение применяемого времени относительно UTC составляет +3:00.

## Население
| 2002 | 2010 |
| ---- | ---- |
| 286  | ↘280 |

### Национальный состав
Согласно результатам переписи 2002 года, в национальной структуре населения русские составляли 96 % из 286 чел.